# Wolfgang Schweickard
Wolfgang Schweickard (Aschaffenburg, 16 ottobre 1954) è un linguista e filologo tedesco.

## Biografia
Wolfgang Schweickard si è formato in filologia romanza presso l'Università di Magonza, dove ha conseguito il dottorato nel 1985. Nel 1990 ha ottenuto la Venia legendi in Linguistica romanza presso l'Università di Treviri. Dal 1990 al 1993 è stato professore di Linguistica e Traduttologia romanza presso l'Università della Saarland (dal 1992 al 1993 è stato preside della Facoltà di Lingue e Letterature moderne e membro del Senato accademico). Nel 1993 è stato nominato professore di Linguistica romanza all'Università di Jena, dove ha fondato il nuovo Istituto di Filologia romanza che ha diretto fino al 1995 (dal 1995 al 1999 è stato membro del Senato accademico, dal 1996 al 1997 vicepreside della Facoltà di Studi umanistici, e dal 1997 al 1999 vicepresidente). Nel settembre 2001 è tornato all'Università della Saarland in qualità di professore ordinario di Filologia romanza.
Gli interessi e le attività di Schweickard si rivolgono prevalentemente alla storia delle lingue romanze e agli studi di lessicologia e di lessicografia.
Dal 2004 Schweickard è membro dell'Accademia delle scienze e della letteratura di Magonza. È socio straniero dell'Accademia Nazionale dei Lincei dal 2011, dell'Accademia della Crusca dal 2013 e dell'Accademia delle Scienze di Milano (Istituto Lombardo) dal 2018. Ha ricevuto la laurea honoris causa dall'Università di Bari nel 2004 e dall'Università di Roma "La Sapienza" nel 2015. Nel 2020 gli è stato conferito, insieme a Elton Prifti il premio Cesare Pavese nella sezione Saggistica per il Lessico Etimologico Italiano (LEI).
È coeditore della Zeitschrift für romanische Philologie e dell'annuario Lexicographica, ed è direttore dei progetti lessicografici del Deonomasticon Italicum (DI) (con Francesco Crifò), del Lessico Etimologico Italiano (LEI) (fondato da Max Pfister, oggi diretto da Elton Prifti e Wolfgang Schweickard) e del Dictionnaire étymologique des langues romanes (DÉRom) (con Eva Buchi).

## Opere principali
- Die «cronaca calcistica». Zur Sprache der Fußballberichterstattung in italienischen Sporttageszeitungen, Tübingen, Niemeyer, 1987.

- «Deonomastik». Ableitungen auf der Basis von Eigennamen im Französischen (unter vergleichender Berücksichtigung des Italienischen, Rumänischen und Spanischen), Tübingen, Niemeyer, 1992.

- Deonomasticon Italicum. Dizionario storico dei derivati da nomi geografici e da nomi di persona, vol. 1: Derivati da nomi geografici: A-E (2002), vol. 2: Derivati da nomi geografici: F-L (2006), vol. 3: Derivati da nomi geografici: M-Q (2009), vol. 4: Derivati da nomi geografici: R-Z (2013), Tübingen, Niemeyer, 2002-2013.

- Lessico Etimologico Italiano (LEI), Wiesbaden, Reichert, 1979ss. (con Elton Prifti).